# Aerial Ballet
| Recensione                        | Giudizio        |
| --------------------------------- | --------------- |
| AllMusic                          | [ 1 ]           |
| The New Rolling Stone Album Guide | [ 2 ]           |
| Sputnikmusic                      | 4.2 (Excellent) |
| Dizionario del Pop-Rock           | [ 4 ]           |
| 24.000 dischi                     | [ 5 ]           |

Aerial Ballet è il terzo album discografico del cantautore statunitense Harry Nilsson (l'album è a nome di Nilsson), pubblicato dalla casa discografica RCA Victor Records nel luglio del 1968.
Il disco contiene il brano Everybody's Talkin', che fu un grande successo per Harry Nilsson, curiosamente l'unico brano dell'album non composto da lui.

## Tracce

### LP
Lato A
Testi e musiche di Harry Nilsson.
1. Daddy's Song – 2:19
2. Good Old Desk – 2:22
3. Don't Leave Me – 2:18
4. Mr. Richland's Favorite Song – 2:12
5. Little Cowboy – 1:20
6. Together – 2:08

Lato B
Testi e musiche di Harry Nilsson, eccetto dove indicato.
1. Everybody's Talkin' – 2:41 (Fred Neil)
2. I Said Goodbye to Me – 2:13
3. Little Cowboy – 0:49
4. Mr. Tinker – 2:41
5. One – 2:50
6. The Wailing of the Willow – 1:57 (Harry Nilsson, Ian Freebaim-Smith)
7. Bath – 1:44

fonte: 

### CD
Edizione CD del 2007, pubblicato dalla BMG Records (BVCM-35114)
Testi e musiche di Harry Nilsson, eccetto dove indicato.
1. Daddy's Song – 2:43
2. Good Old Desk – 2:22
3. Don't Leave Me – 2:20
4. Mr. Richland's Favorite Song – 2:14
5. Little Cowboy – 1:22
6. Together – 2:10
7. Everybody's Talkin' – 2:44 (Fred Neil)
8. I Said Goodbye to Me – 2:13
9. Little Cowboy – 0:50
10. Mr. Tinker – 2:44
11. One – 2:53
12. The Wailing of the Willow – 2:01 (Harry Nilsson, Ian Freebaim-Smith)
13. Bath – 2:23
14. Sister Marie – 3:00 – Traccia bonus
15. Miss Butter's Lament – 2:19 (Harry Nilsson, Bob Segarini) – Traccia bonus
16. Girlfriend – 1:49 – Traccia bonus

fonte: 

## Musicisti
- Nilsson - voce
- Alvin Casey - chitarra
- Dennis M. Budimir - chitarra (brani: Little Cowboy, Little Cowboy (seconda traccia) e Mr. Tinker)
- Michael Melvoin - pianoforte, clavicembalo, organo
- Larry Knechtel - pianoforte (brani: Little Cowboy, Little Cowboy (seconda traccia) e Mr. Tinker)
- Larry Knechtel - basso
- Lyle Ritz - basso (brani: Little Cowboy, Little Cowboy (seconda traccia), Mr. Tinker e One)
- Milton Holland - mallets, tympani, bells, tablas (brani: Little Cowboy, Little Cowboy (seconda traccia), Mr. Tinker e One)
- James Gordon - batteria
- Richard Hyde - flicorno baritono, trombone basso, trombone
- Robert Enevoldsen - flicorno baritono, trombone
- Robert M. Knight - flicorno baritono, trombone basso
- Richard T. Nash - flicorno baritono, trombone a pistoni, trombone
- George Roberts - flicorno baritono
- Carroll Lewis - flicorno, tromba
- Anthony Terran - flicorno, tromba
- James R. Horn - flauto
- Oliver Mitchell - tromba
- David Duke - corno francese, tuba
- Johnny Rotella - legni
- Plas Johnson - legni
- Robert Hardaway - legni
- John E. Lowe - legni
- Jesee Ehrlich - violoncello
- Jacqueline Lustgardan - violoncello
- Raymond Kelly - violoncello
- Alfred Lustgarten - violino
- Jerome Reisler - violino
- Wilbert Nuttycombe - violino
- Leonard Atkins - violino
- Darrel Terwilliger - violino
- Arnold Belnick - violino
- James Getzoff - violino
- Tibor Zelig - violino
- Leonard Malarsky - violino
- Charlotte Soy - violino
- William Weiss - violino
- Rex Devereaux - contractor[9]

Note aggiuntive
- Rick Jarrard - produttore
- Registrazioni effettuate al RCA Victor's Music Center of the World di Hollywood, California (Stati Uniti)
- Hank Mogill, Grover Helsley, Allen Lentz e Brian Christian - ingegneri delle registrazioni
- George Tipton - arrangiamenti
- Pat Ieraci - technician
- Dick Hendler - illustrazioni copertina album originale[7]

## Classifica
Singoli
| Anno | Titolo del brano    | Classifica             | Posizione raggiunta |
| ---- | ------------------- | ---------------------- | ------------------- |
| 1969 | Everybody's Talkin' | Billboard Hot 100      | 6                   |
| 1969 | Everybody's Talkin' | Adult Contemporary     | 2                   |
| 1969 | Everybody's Talkin' | Official Singles Chart | 23                  |